# 361e division d'infanterie
La  361e division d'infanterie (en allemand : 361. Infanterie-Division ou 361. ID) est une des divisions d'infanterie de l'armée allemande (Wehrmacht) durant la Seconde Guerre mondiale.

## Historique
La 361e division d'infanterie est formée le 26 novembre 1943 au Danemark à partir du personnel de la 86. Infanterie-Division en tant qu'élément de la 21. Welle (21e vague de mobilisation).
Elle est transférée en mars 1944 sur le Front de l'Est et elle est détruite dans la poche de Brody en juillet 1944.
Les éléments survivants forment en août 1944 la 361. Volksgrenadier-Division, précédemment nommée 569. Volksgrenadier Division.
En avril 1945, la division est reformée aux Pays-Bas et capitule le 8 mai 1945 à la fin de la guerre.

## Organisation

### Commandants
| Date                           | Grade           | Commandant                       |
| ------------------------------ | --------------- | -------------------------------- |
| 20 novembre 1943 - 30 mai 1944 | Generalleutnant | Siegmund Freiherr von Schleinitz |
| 30 mai 1944 - 22 jyuillet 1944 | Generalmajor    | Gerhard Lindemann                |
| Reformation                    |                 |                                  |
| ? avril 1945 - 8 mai 1945      | Generalmajor    | Alfred Philippi                  |

## Théâtres d'opérations
- Danemark : novembre 1943 - mars 1944
- Front de l'Est secteur Centre : mars 1944 - juillet 1944
- Pays-Bas : avril 1945 - mai 1945

## Ordre de bataille
- Grenadier-Regiment 951
- Grenadier-Regiment 952
- Grenadier-Regiment 953
- Artillerie-Regiment 361
  - I. Abteilung
  - II. Abteilung
  - III. Abteilung
  - IV. Abteilung
- Pionier-Bataillon 361
- Divisions-Füsilier-Bataillon 361
- Feldersatz-Bataillon 361
- Panzerjäger-Kompanie 361
- Divisions-Nachrichten-Abteilung 361
- Divisions-Nachschubtruppen 361